# Villa Giusti Suman
Villa Giusti Suman (anche Villa Giusti del Giardino Suman) è una villa veneta rinascimentale situata a Zugliano, in provincia di Vicenza. Di proprietà comunale, è caratterizzato da un importante ciclo di affreschi cinquecenteschi e seicenteschi.

## Storia
La villa fu edificata nel XV secolo per iniziativa dei nobili Zoiano (o da Zugliano), che la possedettero fino al 1638. Passò poi ai conti Aviano (o Aviani), quindi ai Barbieri (1643-1711) e successivamente alle famiglie Zambelli (1711-1759) e Molin (1759-1860). Nel 1843 fu acquisita dai conti Giusti del Giardino Suman che la tennero fino al 1939.
La struttura originale comprendeva anche barchesse e torri colombare, in parte perdute. Dopo avere subìto varie modifiche e aggregazioni, la villa assunse l'aspetto attuale nel XVII secolo.
Fu ceduta dalla contessa Giusti alla parrocchia nel 1939, che la adibì a oratorio ("Casa della dottrina cristiana"). Durante la seconda guerra mondiale ospitò sfollati e successivamente scuole e palestra comunale. Acquistata infine dal Comune di Zugliano nel 1989, fu restaurata tra il 1996 e il 1998. Dal restauro è riemerso un affresco raffigurante una Pietà nella cappella gentilizia. La villa è stata destinata ad ospitare mostre, eventi e conferenze.

## Descrizione

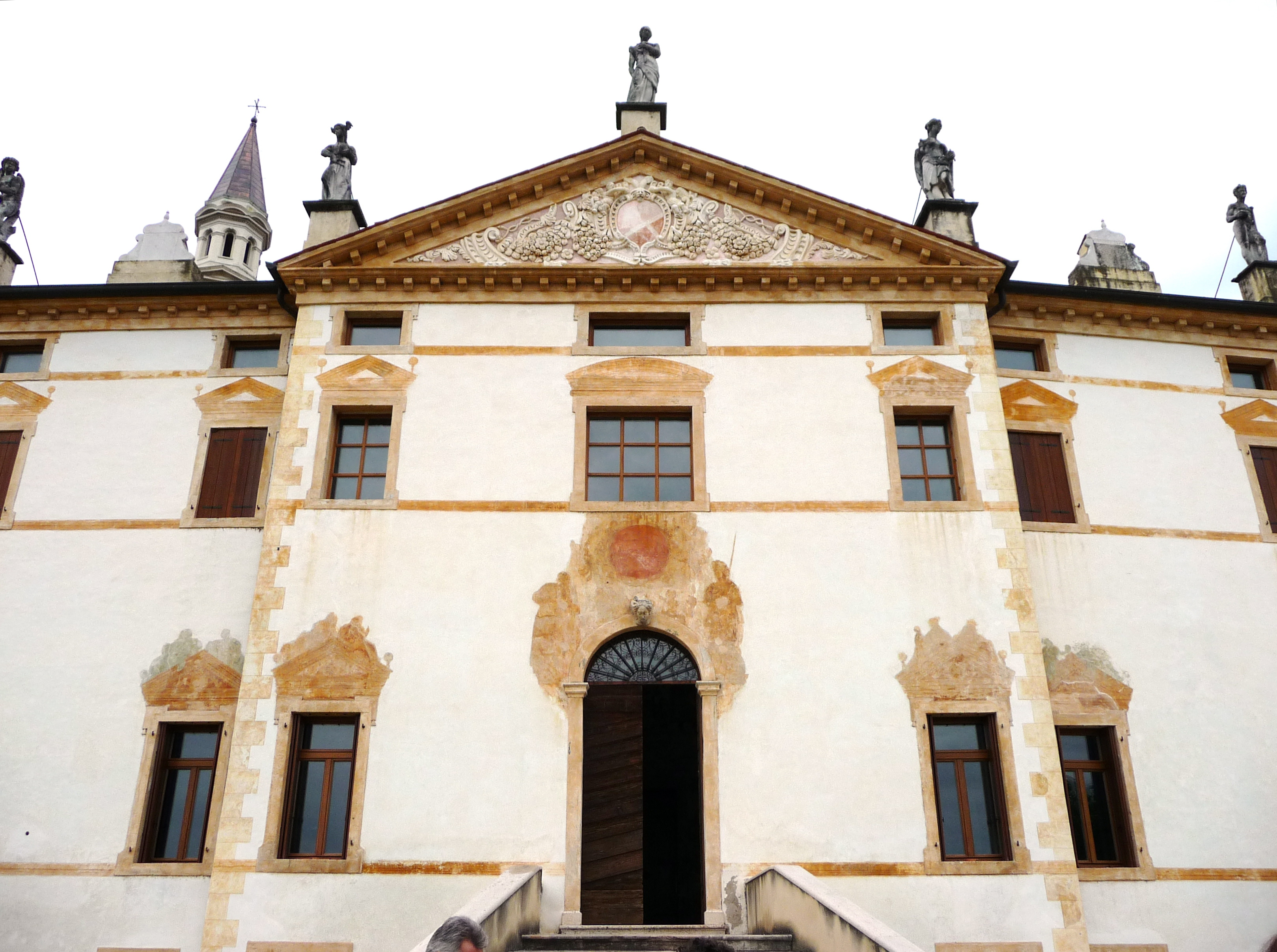
Dettaglio del corpo centrale con l'ingresso

La villa, di forma stretta e allungata, è posta in posizione assai panoramica alle pendici delle colline di Zugliano, sul Poggio del Castello.
Si sviluppa su quattro livelli: seminterrato, piano nobile, secondo piano e sottotetto. La lunga facciata è decorata con elementi in stucco nel corpo centrale, con falsi timpani affrescati sopra le finestre e, alla sommità, da statue raffiguranti allegorie delle arti e mestieri.
Degli annessi sopravvive un edificio rustico restaurato a est, utilizzato come spazio culturale.

### Interni e decorazione

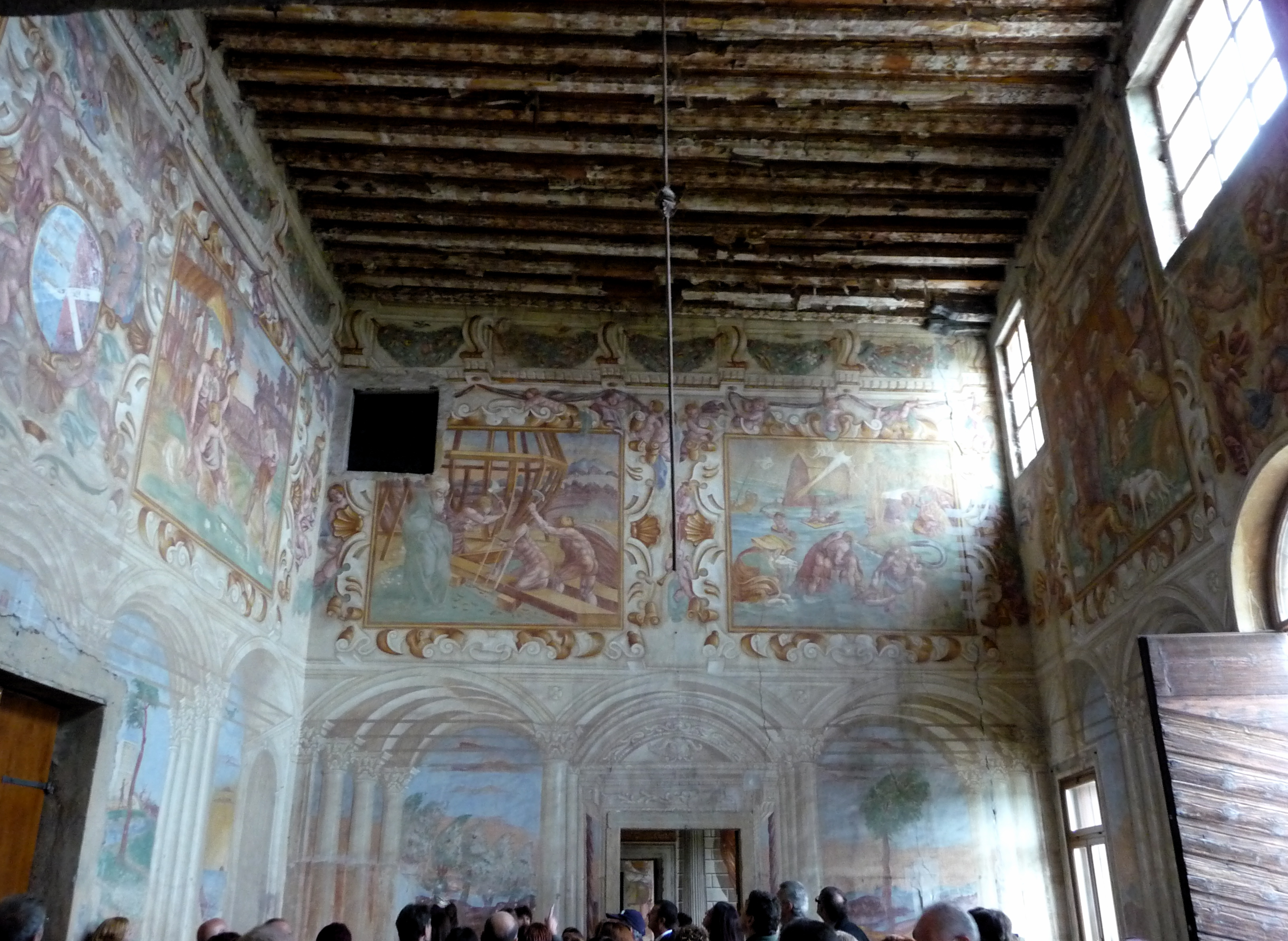
Sala centrale con affreschi

Il piano nobile presenta un ciclo pittorico attribuito ai pittori veneziani Jacopo Palma il Giovane e Antonio Vassilacchi detto l'Aliense (1592 circa), che in molto casi si richiama allo stile e ai temi pittorici tipici di Paolo Veronese e Giovanni Battista Zelotti.
Le cinque sale interne sono riccamente decorate ognuna con un tema iconografico distintivo e hanno come elemento comune l'illusionismo prospettico che mostra scorci di architetture.
Il salone centrale, articolato in due registri indipendenti, raffigura scene bibliche dalla Genesi. Il notevole soffitto presenta un rivestimento originale decorato con carte dipinte.
Nell'ala sinistra, entrando dal giardino, la Sala della Musica presenta affreschi ispirati alla Gerusalemme liberata di Torquato Tasso, nello stile tipico dell'Aliense. La stanza adiacente, detta Sala delle fontane, presenta vedute scenografiche con giochi d'acqua e fontane illusionistiche.
La prima sala a destra del salone centrale è invece dedicata alle divinità olimpiche e la successiva è quella dei Cavalieri, con ritratti celebrativi di cinque condottieri su cavalli impennati, protagonisti della battaglia di Vienna del 1683 contro l'aggressione ottomana.
Nel piano nobile, in una rientranza di una piccola sala, si trova anche una piccola Pietà dipinta da Pietro Tiso (XVII secolo).

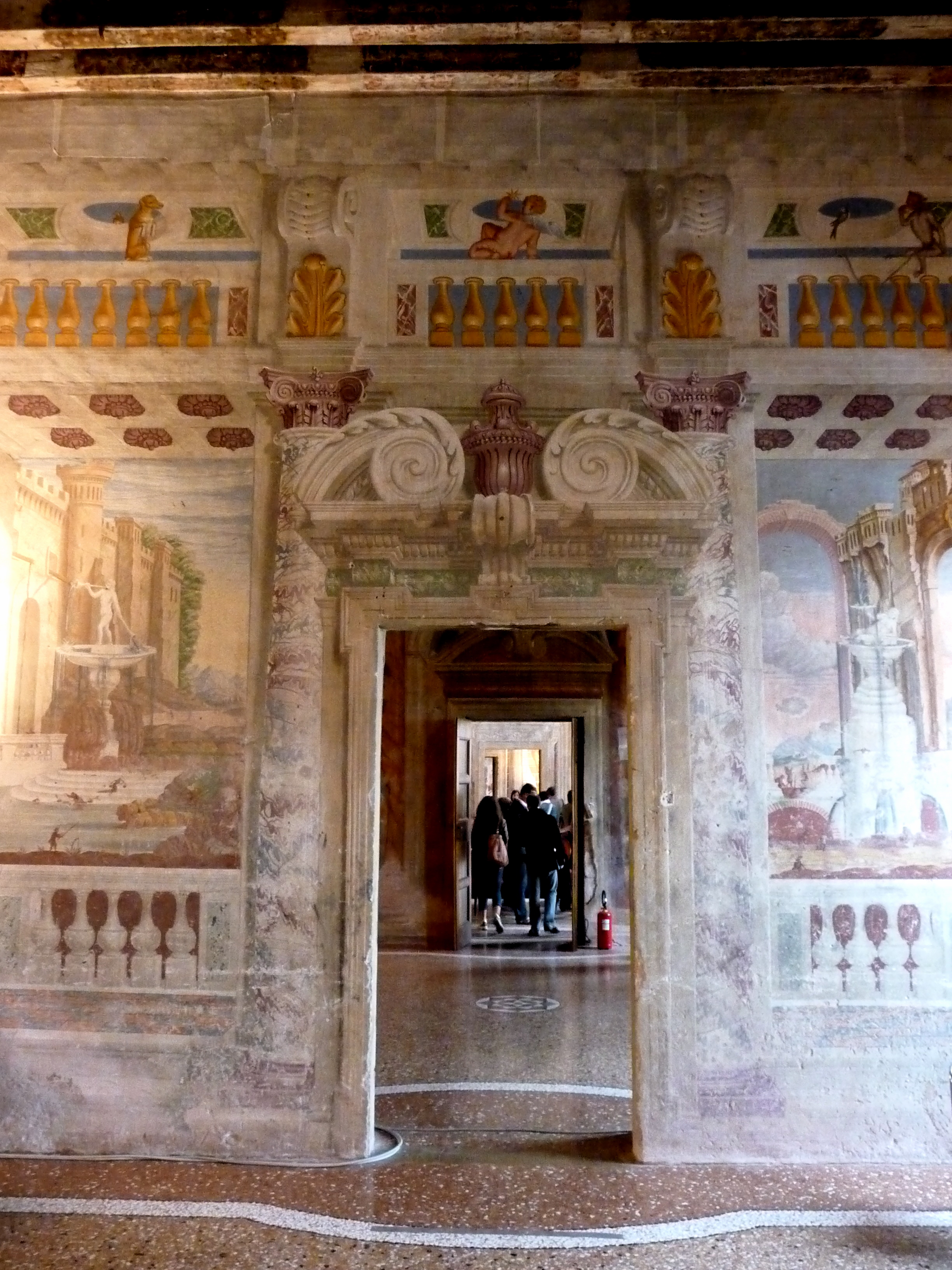
Stanza delle Fontane (affreschi illusionistici)
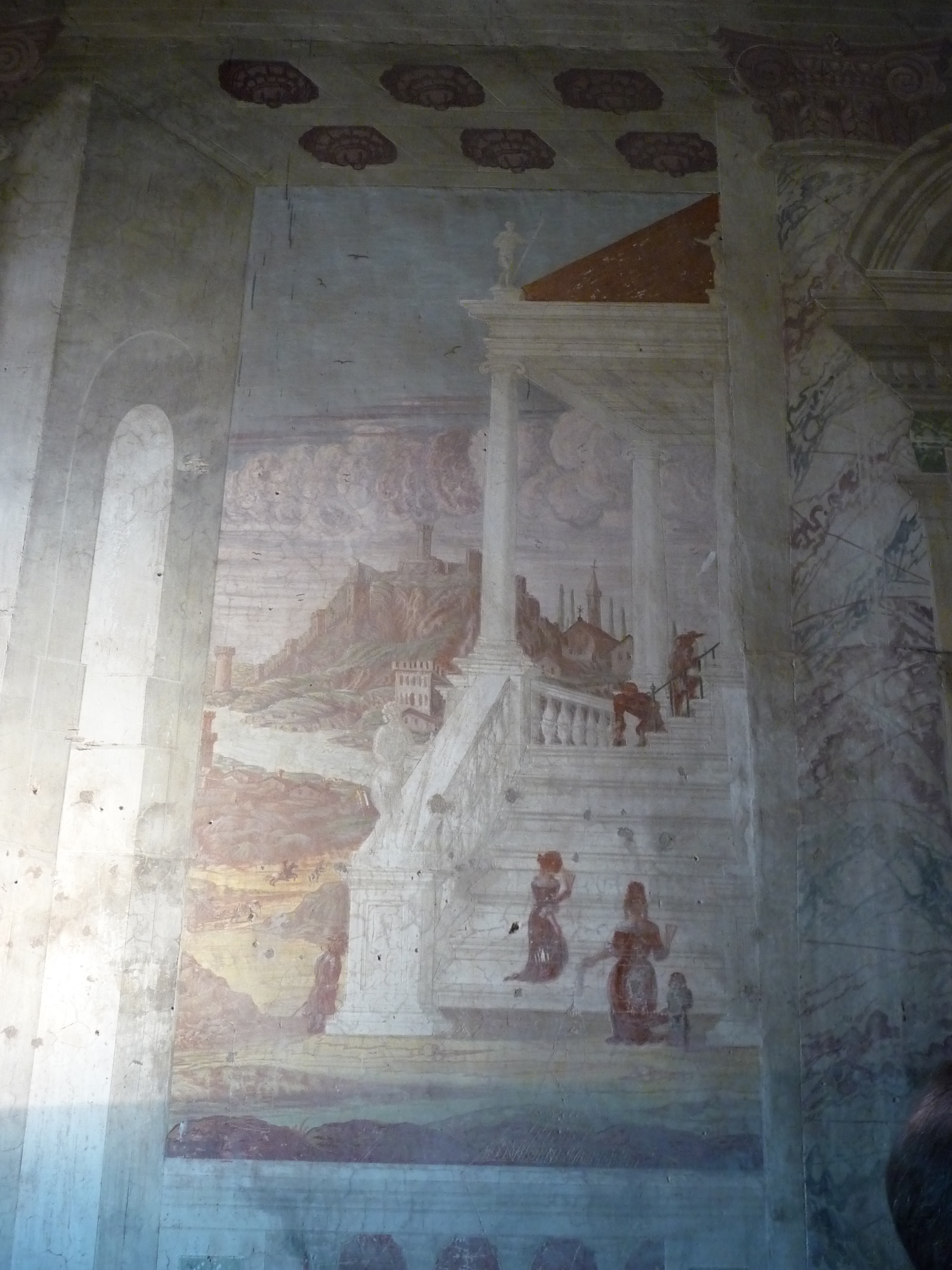
Dettaglio degli affreschi